# Les Échos
Les Échos – francuski dziennik ekonomiczny. Najpoczytniejszy dziennik ekonomiczny we Francji.

## Charakterystyka
Gazeta została założona w 1908 roku przez braci Roberta oraz Emila Servan-Schreibe i była pierwszym czasopismem we Francji w całości poświęconym gospodarce. Od 1928 roku, „Les Échos” ukazuje się w formie dziennika. W 1988 roku, dziennik został kupiony przez brytyjski Pearson PLC. W 2007 roku firma podjęła decyzję o sprzedaży dziennika francuskiemu koncernowi dóbr luksusowych, LVMH, znanemu m.in. z produkcji torebek Luis Vuitton, które było już właścicielem dziennika gospodarczego La Tribune. Siedziba dziennika mieści się w Paryżu. Do 2013 roku redaktorem naczelnym dziennika był Henri Gibier, którego zastąpił Nicolas Barre. W ostatnim czasie ma nakład wynoszącym około 130 tys. egzemplarzy dziennie. Od wielu lat „Les Échos” jest najbardziej poczytnym dziennikiem o tematyce ekonomicznej we Francji. Podkast pod tytułem „La Story” przygotowany przez redakcję „Les Échos” utrzymuje się pierwszej dziesiątce najchętniej odtwarzanych we Francji. Od stycznia do kwietnia 2022 roku ma ponad pół miliona słuchaczy.